# منير صوبر
منير حسني صوبر (1949 - 24 نوفمبر 2020) وزير شركسي أردني سابق ونائب سابق في مجلس النواب. ولد في بلدة وادي السير عام 1949. اشتهر في شبابه كلاعب كرة يد وكان من لاعبي النادي الأهلي الرياضي ولاعبي المنتخب الوطني الأردني لكرة اليد.

## دراسته وعمله
درس الهندسة المدنية في جامعة أنقرة وحصل على شهادة البكالوريوس عام 1973 مما أهله للعمل كمهندس في مديرية أشغال العاصمة ثم في وزارة الأشغال العامة وعمل مديرا لمكتب هندسي في القطاع الخاص.
دخل العمل السياسي حين أنتخب نائبا في مجلس النواب الثاني عشر (1993-1997م)  وفي المجلس الثالث عشر عام 1997م. سرعان ما عين وزيرا للتموين (1996 - 1997م) في وزارة عبد الكريم الكباريتي. وعين عضوا في مجلس الأعيان 
الأردني عام 2006 م. ولكنه خاض الانتخابات للمرة الثالثة وأعيد انتخابه عضوا في مجلس النواب الأردني عام 2007م.

## العمل الخيري
منير صوبر عضو عامل نشط في الجمعية الخيرية الشركسية في الأردن كما أنه عضو نشط في المجلس العشائري الشركسي في الأردن. كما أنتخب رئيسا لمجلس أمناء مدرسة الأمير حمزة بن الحسين الثانوية، وهي مدرسة شركسية في عمّان.

## وفاته
توفي منير صوبر مساء الثلاثاء 24 نوفمبر 2020، عن عمر ناهز 71 عامًا.